# Ihr Hirten erwacht
Ihr Hirten erwacht – niemiecka kolęda, której tekst pochodzi z XIX wieku, ale melodia może być starsza. Powstała w Kolonii w 1852. Jej autor jest nieznany.

## Tekst
1. Ihr Hirten, erwacht!
Seid munter und lacht!
Die Engel sich schwingen
Vom Himmel und singen:
Die Freude ist nah!
Der Heiland ist da!
2. Ihr Hirten geschwind!
Kommt, singet dem Kind!
Bast in die Schalmeien,
Sein Herz zu erfreuen.
Auf, suchet im Feld
Den Heiland der Welt.
3. Sie hörten das Wort
Und eilten schon fort;
Sie kamen in Haufen,
Im Eifer gelaufen
Und fanden da all
Den Heiland im Stall.
4. Sie kannten geschwind
Das himmlische Kind;
Sie fielen darnieder
Und sangen ihm Lieder
Und bliesen dabei
Die Pfeif' und Schalmei.